# NOSF
NOSF je hrvatski elektronski časopis za znanstvenu fantastiku i srodne žanrove.

## Povijest
Povijest ovog časopisa počinje 1994. godine. Izlazio je kao Via Galactica. Prvotno je bio tiskani list. Bio je projektom osječkog kluba obožavatelja znanstvene fantastike GAIA-e. Nakon nekog vremena list dobiva suprojekt na internetu koji je dobio ime prema kolumni suurednika Davora Banovića. Prvotno je internetski život tog lista bio "depo domaćih SF pripovjedaka na internetu" (Davor Banović), a vremenom je postao razvijena zajednica ljubitelja znanstvene fantastike.
List prati domaću i inozemnu scenu. S vremena na vrijeme objavljuju fanzin NOSF magazin. Fanzin je na hrvatskom i engleskom.

## Urednici
- Davor Banović
- Irena Rašeta

## Priznanja
- 2004.: povelja SFerae

## Vanjske poveznice
- NOSF